# Papaipema sullivani
Papaipema sullivani är en fjärilsart som beskrevs av Eric L. Quinter. Papaipema sullivani ingår i släktet Papaipema och familjen nattflyn. Inga underarter finns listade i Catalogue of Life.